# کیا کی۴ (۲۰۲۵)
کیا کی۴ یک خودروی کامپکت ساخته شده توسط کیا کره جنوبی است. این خودرو در سال ۲۰۲۴ به عنوان جایگزینی برای فورت/کی۳/سراتو معرفی شد و نام کی۳ برای یک خودروی ساب کامپکت مورد استفاده قرار گرفت.

این خودرو برای اولین بار در ۲۱ مارس ۲۰۲۴ و سپس به‌طور کامل در ۲۷ مارس ۲۰۲۴ در جریان نمایشگاه بین‌المللی خودرو نیویورک ۲۰۲۴ معرفی شد. این خودرو به‌صورت سدان ۴ در و هاچ‌بک ۵ در موجود است.

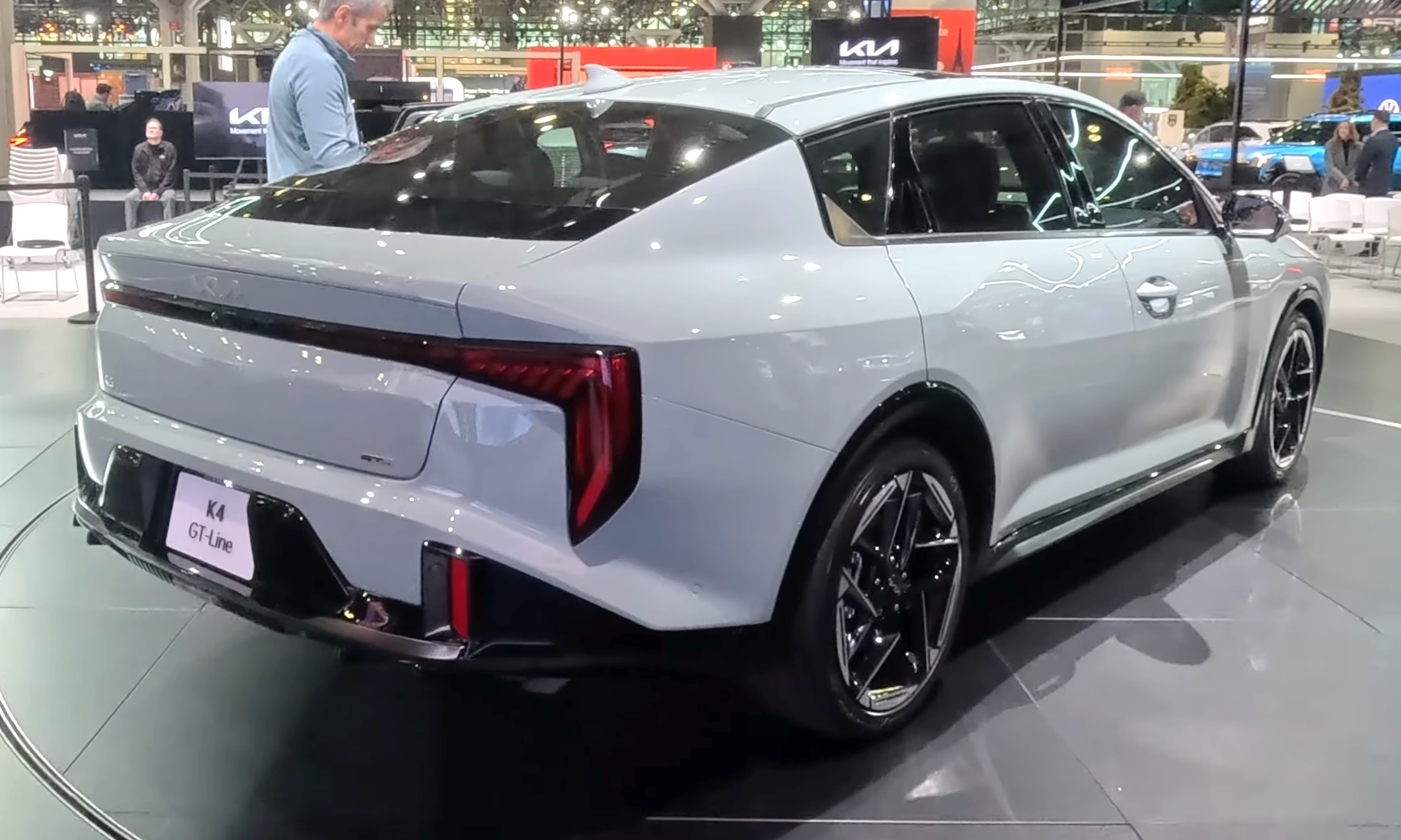
نمای عقب (سدان)
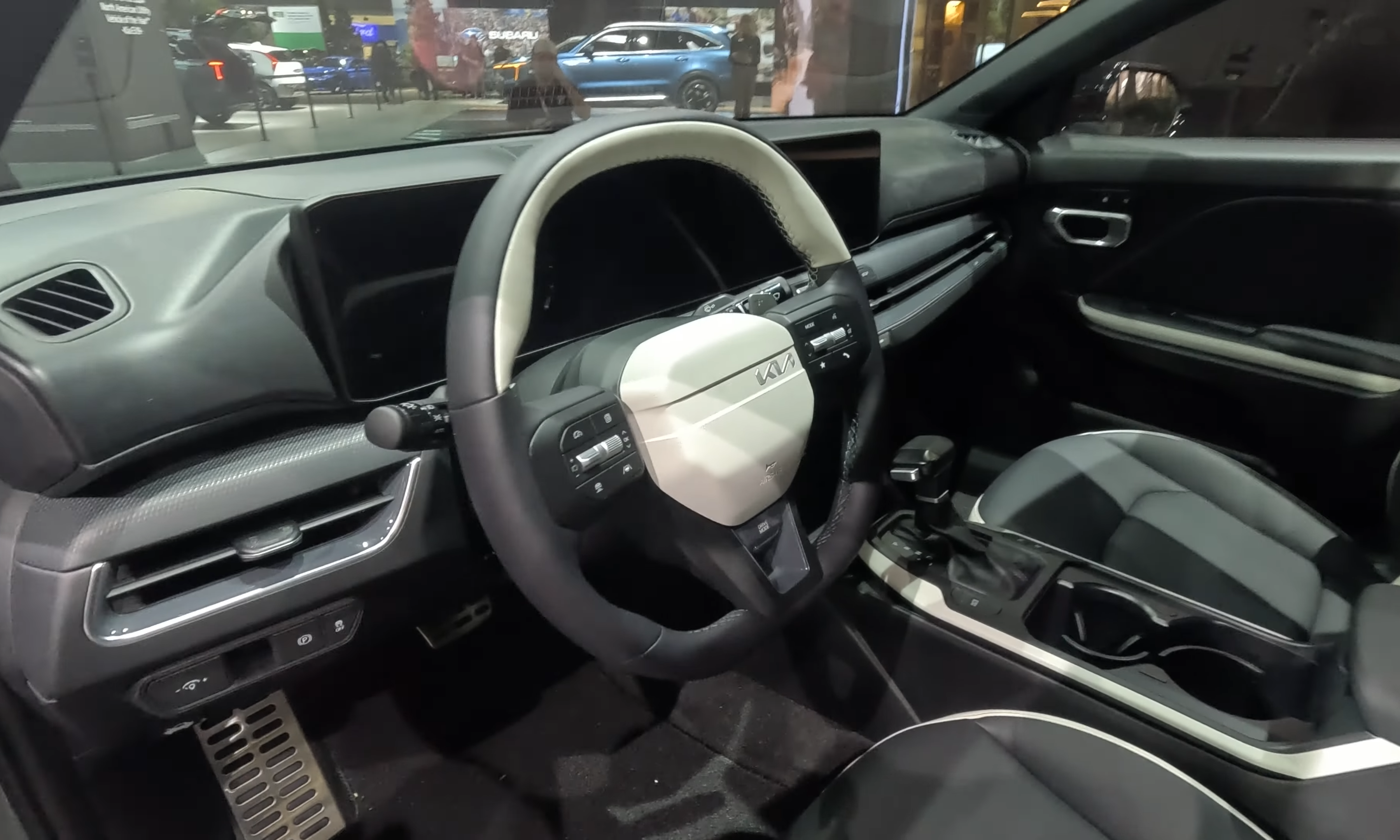
نمای داخلی

## بررسی
کیا کی۴ از زبان طراحی "Opposites United" این برند استفاده می‌کند؛ دارای چراغ‌های جلو و عقب عمودی با "لبه‌های برجسته" و دستگیره‌های مخفی برای در عقب است. مدل سدان دارای طراحی فست‌بک طور با ستون D ضخیم است، در حالی که مدل هاچ‌بک دارای طراحی شوتینگ بریک طور است.
فضای داخلی کی۴ دارای رابط کاربری Connected Car Navigation Cockpit است (که در ئی‌وی۹ معرفی شد)، با دو صفحه نمایش با ابعاد کلی تقریباً ۳۰ اینچ (۷۶ سانتیمتر) در صورت ترکیب. دو ردیف کنترل فیزیکی برای عملکردهای مهم خودرو و یک اهرم دنده T-Bar (برای نسخه گیربکس اتوماتیک) به جای انتخابگر چرخشی نیز در داخل خودرو وجود دارد. از دیگر ویژگی‌های کی۴ می‌توان به Digital Key 2.0 با Ultra Wideband اشاره کرد که به مشتریان اجازه می‌دهد از دستگاه‌های سازگار خود یا یک کارت هوشمند مجهز به ان‌اف‌سی به عنوان کلید مجازی استفاده کنند. کی۴ اولین محصول کیا است که فناوری کنترل صوتی Al Assistant را با گفتن «Hey Kia» معرفی کرد.